# 在原古玩
在原 古玩（ありはら こがん、文政12年8月4日（1829年9月1日）‐大正11年（1922年）8月12日）は、幕末から明治時代の日本画家。

## 来歴
文政12年8月4日、江戸小日向水道端に一橋徳川家家臣の古屋久蔵の子として生まれる。本名は重壽といい、後に姓を在原と改めた。また、鳩枕翁、昔男軒と号した。幼少時から画才の兆しを見せており、住吉派、土佐派の荒井忠施（尚春）に入門した。その後、明治6年（1873年）、古玩は一橋家のもとを辞して独立、門戸を開いており、名古屋、京都、信越地方へも赴いて深くその画嚢を肥やしている。
また、古玩は俳諧を好み、松尾芭蕉門であった喜泉楼春蝶のもとに入門、文人たちとの交流も深かった。明治19年（1886年）4月15日から18日まで開催の第2回鑑画会に「山水」を出品した。明治23年（1890年）の内国勧業博覧会において銅牌を受けている。極めて深い学識を擁しており、土佐派の名家として、前田香雪、有職故実学者の関保之助（1867年 - 1945年）ら学者のほか、小堀鞆音、邨田丹陵、山中古洞など次の世代の土佐派の歴史画家たちを指導している。明治25年（1892年）10月開催の日本青年絵画協会　第1回絵画共進会の際には小堀鞆音、邨田丹陵、山田敬中、尾形月耕、跡見玉枝、梶田半古、右田年英、水野年方、寺崎広業らとともに審査員を務めている。また、日本美術協会漆工競技会などの審査員を嘱託され、作品は宮内省の御用品となることも多かった。明治41年（1908年）には上野公園常盤華壇において80歳の画筵が開催された。大正11年に94歳で死去した。

## 作品
- 「紫式部図」 紙本着色
- 「雀図」 紙本水墨 大正9年（1920年）